# Enrico Lippi Ortolani

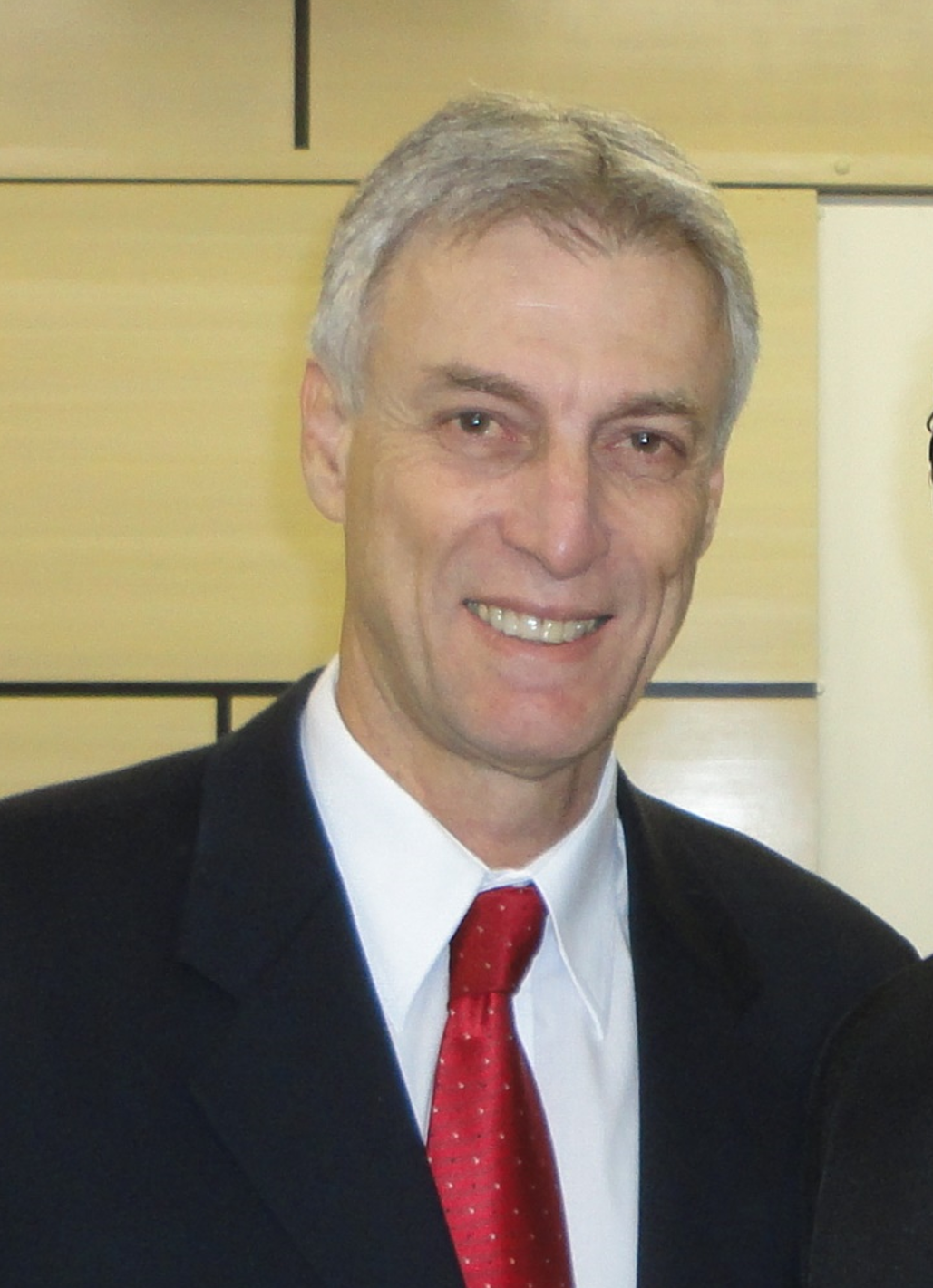
Prof. Dr. Enrico Lippi Ortolani

Enrico Lippi Ortolani (Mairinque, 1950 ) é um cientista brasileiro, médico veterinário e professor da Faculdade de Medicina Veterinária e Zootecnia da Universidade de São Paulo (USP), pioneiro pesquisador da Buiatria Brasileira. Ortolani realizou um gama de pesquisas principalmente relacionadas à Doenças Nutricionais e Metabólicas de Ruminantes. Possui destacada atuação em divulgação científica sendo consultor do programa de televisão Globo Rural e autor de textos voltados para o público em geral em revistas e sites voltados ao produtor rural. O prof. Enrico Ortolani recebeu em 2018 o prêmio Walter Maurício Corrêa - Ensino da Medicina Veterinária - concedido pelo Conselho Regional de Medicina Veterinária do estado de São Paulo (CRMV-SP).    

## Família e início de carreira
Filho único de Arganauto Ortolani e Désa Lippi Ortolani, Enrico nasceu em 30 de dezembro de 1952 na cidade de Mairinque no entanto sua data de nascimento registrada oficialmente é em 01 de janeiro de 1953, devido as dificuldades de registro daquela época. Enrico estudou o ensino fundamental (1961–1968) na Escola Estadual Professora Altina Júlia de Oliveira e cursou Ensino Médio no Instituto de Educação Estadual Sud Mennucci, em Piracicaba mudando-se para São Paulo para cursar Medicina Veterinária na FMVZ/USP tendo colado grau em 1977. 

## Carreira acadêmica
Enrico Ortolani realizou Mestrado em Patologia Clínica na Universidade Federal de Minas Gerais, UFMG, Brasil (1979 – 1980) onde defendeu dissertação intitulada: Determinação dos valores de pH do suco de rúmen dos bovinos: efeito da espécie, cruzamento e dieta, sob a orientação do professor Roberto de Souza e tendo recebido bolsa do CNPq.
Após o Mestrado Enrico ingressou como professor Assistente na FMVZ/USP ministrando aulas para o curso de medicina veterinária da instituição e atuando no Hospital Veterinário de Bovinos e Pequenos Ruminantes, Hovet-USP. Em 1984 conseguiu iniciar Doutorado em Parasitologia no ICB, USP, que defendeu em 1988 com o trabalho intitulado: Padronização da técnica de Ziehl-Neelsen para pesquisa de oocistos de Cryptosporidium. Estudo de alguns aspectos epidemiológicos de criptosporidiose em bezerros de rebanhos leiteiros no Estado de São Paulo, sob a orientação do prof. Uriel Franco Rocha.
Nos anos 90 iniciou atuação como orientador no Programa de pós-graduação em Clínica Veterinária da FMVZ/USP, tendo concluído a orientação de seu primeiro mestrando, Raimundo Alvês Barrêto Júnior, em 1996. A partir de então Ortolani foi responsável por inúmeras dissertações de mestrado e teses de doutorado defendidas tendo papel importante na formação da nova geração de Buiatras brasileiros. 
Em 1997 obteve o título de professor Livre-docente pela Universidade de São Paulo, USP, Brasil com o trabalho intitulado: Efeitos da suplementação dietética de molibdênio e enxofre sobre a infestação de Haemonchus contortus (Rudolphi, 1803), em ovinos. estudo de alguns aspectos do metabolismo de cobre e sódio e da resposta celular do hospedeiro.
Realizou Pós-Doutorado no Moredun Research Institute na Escócia com bolsa da Fundação de Amparo à Pesquisa do Estado de São Paulo, FAPESP, Brasil. 

## Contribuições científicas
Ortolani publicou mais de 130 artigos desde 1980 além de livros e capítulos de livros. Dentre suas contribuições mais importantes destacam-se a padronização da técnica para diagnóstico de Cryptosporidium, um novo e mais eficiente protocolo de tratamento para bovinos com acidose láctica ruminal e a utilização de teste rápido de pH de urina para calculo do volume de tampão necessário na correção da acidose em bovinos
Foi pioneiro em pesquisas relacionadas a patogenia, diagnóstico e tratamento de intoxicação por amônia em bovinos.
Foi importante pesquisador na área de metabolismo mineral animal com pesquisas tanto voltas as carências e deficiências , quanto em estudos sobre intoxicações por metais . 
Ortolani sempre procurou voltar usas pesquisas para a solução de problemas práticos dos pecuaristas, tendo com sucesso avaliado o uso de probióticos na prevenção de acidose em ovinos e desenvolvido um sal mineral rico em Molibdênio e proposto uma suplementação com Zinco.

## Atuação na FMVZ/USP
Enrico Ortolani é professor da Faculdade de Medicina Veterinária da Universidade de São Paulo (USP) desde 1978 tendo sido aprovado em concurso de professor Titular em 2005. Foi presidente da Comissão de Graduação da FMVZ/USP, é responsável pelo Biotério de Experimentação em Ruminantes desde 1994 e responsável pelo Laboratório de Doenças Nutricionais desde 1993. Teve um mandato como vice-diretor da FMVZ/USP e em seguida assumiu cargo de Diretor entre 2011–2015. Em sua gestão buscou aumentar a internacionalização da instituição. 
O professor Ortolani sempre teve grande apreço pela qualidade de suas aulas tendo ministrado as seguintes disciplinas na FMVZ/USP: Práticas Hospitalares em Grandes Animais, Aspectos Nutricionais e Clínicos das Doenças Metabólicas dos Ruminantes, Tópicos Avançados sobre Distúrbios Minerais de Ruminantes, Doenças Nutricionais e Metabólicas, Patologia Médica, Semiologia, Patologia Clínica Veterinária, Avanços no Emprego de Minerais e Vitaminas na Nutrição Animal, Modelos Experimentais para o Estudo Semiológico dos Reservatórios Gástricos dentre outras. 
Ortolani sempre se preocupou em garantir o aprendizados dos alunos por meio de aulas práticas tendo elaborado diversas aulas que permitiam o aluno aprender na prática sobre diagnóstico, sintomas e tratamentos de doenças. Sempre respeitando o bem estar animal Ortolani desenvolveu modelos seguros de induções experimentais de acidose láctica ruminal, intoxicação por amônia e intoxicação por cobre, os quais foram utilizados em aulas e pesquisas científicas. Em uma aula clássica e muito conhecida na FMVZ/USP Ortolani trazia bezerros leiteiros com carências minerais para mostrar aos alunos e personificava um pecuarista, submetendo-se à perguntas dos estudantes sobre os animais, as quais eram sempre respondidas na linguagem do produtor rural. Ortolani inclusive utilizava uma vestimenta semelhante a de produtor rural e falava como um produtor rural. Esta aula de doenças carenciais ensinava os alunos não só como diagnosticar e tratar enfermidades mas como se comunicar com o produtor e obter informações importantes para a atuação do médico veterinário.    

## Atuação na divulgação científica
Enrico Ortolani trabalho na adolescência em um jornal local e manteve uma paixão pelo jornalismo que o levou a atuar fortemente na divulgação dos conhecimentos científicos para a população em geral, especialmente para produtores rurais. Sua infância e adolescência no meio rural lhe capacitaram a escrever de maneira apropriada e de fácil entendimento por parte dos pecuaristas, utilizando mutias vezes termos comuns na lida do campo em detrimento a nome técnicos. Escreveu mais de 150 textos para revistas rurais como DBO Rural, Balde Branco e revista Globo Rural tendo contribuindo ainda para Folha de S.Paulo e O Estado de S. Paulo.
Participou de dezenas de entrevistas para diferentes meios de comunicação como TV aberta, TV fechada e diversos sites de notícias ligados ao meio rural. É consultor do programa televisivo Globo Rural desde 1996.